# MultiVlaai
MultiVlaai B.V. is een Nederlands bedrijf in franchiseformule dat vlaaien verkoopt in eigen filialen en via internet. Het hoofdkantoor staat in het Noord-Brabantse Oosterhout. De allereerste MultiVlaai-winkel opende in 1986 in Amsterdam.
MultiVlaai is een formule met meer dan 100 filialen in Nederland. Het bedrijf verkoopt meer dan 40 verschillende soorten vlaaien. Vooral in de grote steden worden er veel vlaaien verkocht, grotendeels aan bedrijven. Enkele vestigingen verkopen niet alleen de vlaaien, maar bieden ook een zitruimte aan om een vlaaipunt te eten. Sommige vestigingen verkopen ook bonbons van het merk Leonidas.
Hoewel de vlaai lijkt op een Limburgse vlaai, wordt deze in Limburg niet als echte vlaai gezien.